# Rolandas Makrickas
Rolandas Makrickas, född 31 januari 1972 i Biržai, Litauen, är en litauisk kardinal och titulärärkebiskop. Han är sedan 2025 ärkepräst av Santa Maria Maggiore.

## Biografi
Rolandas Makrickas studerade vid Påvliga universitetet Gregoriana i Rom och prästvigdes av biskop Juozas Preikšas den 20 juli 1996. År 2004 avlade Makrickas doktorsexamen i kyrkohistoria vid Gregoriana.
År 2023 utnämndes Makrickas till titulärärkebiskop av Tolentino och vigdes av kardinal Pietro Parolin den 15 april samma år. I mars 2024 utsågs Makrickas till koadjutorärkepräst av Santa Maria Maggiore; han bistod i detta ämbete ärkeprästen Stanisław Ryłko. I juli 2025 utsågs Makrickas till ordinarie ärkepräst.
Den 7 december 2024 upphöjdes Makrickas till kardinaldiakon med basilikan Sant'Eustachio som diakonia.

## Bilder

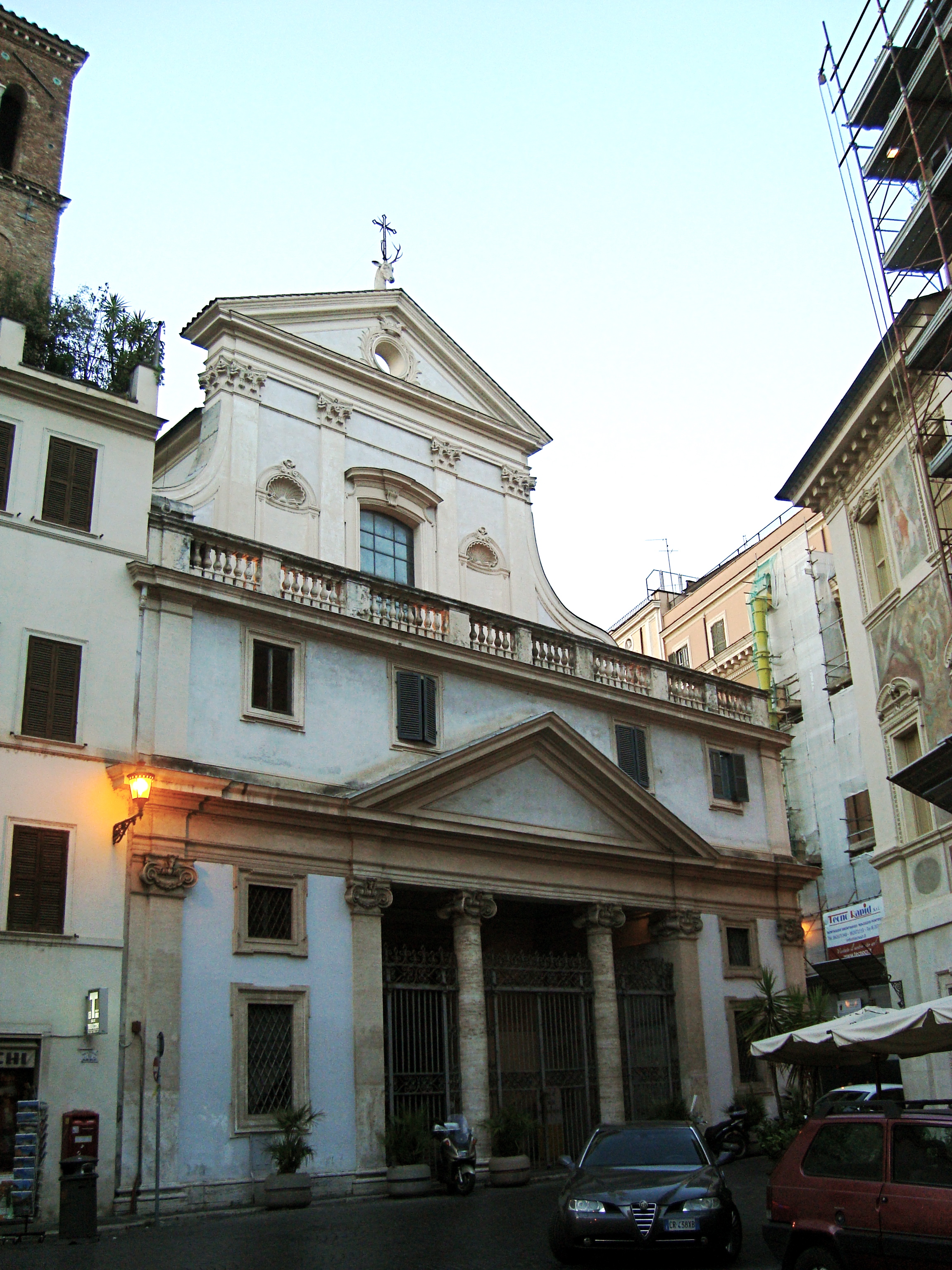
Basilikan Sant'Eustachio – kardinal Makrickas diakonia.